# Ferdinand Charles François de Pape
Pour les articles homonymes, voir De Pape.
Ferdinand Charles François Joseph de Pape, peintre belge né à Bruges le 10 avril 1810, mort le 28 novembre 1885 dans la même ville. Il est le fils de l'orfèvre Charles de Pape, frère du miniaturiste et aquarelliste, François Louis Josse de Pape (1814-1863).
Ferdinand Charles François Joseph de Pape est un miniaturiste et illustrateur œuvrant dans un style néo-médiéval.
On a prononcé son nom comme étant peut être le Faussaire espagnol. Cependant la démarche est différente : De Pape cherche à reconstituer un passé disparu, le « faussaire espagnol » lui cherche à tromper.

## Œuvre passée en vente aux enchères
Le même tableau fut vendu deux fois, sous deux noms différents :
- Vente à Vienne (Autriche) , chez Kinsky, 5 octobre 2006, no 345, Rencontre de fiancés princiers, (Begegnung eines fürstlichen Brautpaares), huile sur bois, 66 × 46 cm, présenté comme de Ferdinand de Pape, adjugé 9 500 €. Ce tableau n'est pas signé, est-il vraiment de de Pape ? En 1997, il fut vendu comme une œuvre du faussaire espagnol[1].
- Vente à Vienne (Autriche) chez Dorotheum, 4 mars 1997, no 275, Begegnung eines fürstlichen Brautpaares in einer gebirgigen FluBlanschaft mit Burgen, huile sur bois, 66 × 49 cm, présenté comme du Spanish Forger, adjugé 70 000 AS.